# Казе Данијел (Тревизо)
Казе Данијел је насеље у Италији у округу Тревизо, региону Венето.
Према процени из 2011. у насељу је живело 60 становника. Насеље се налази на надморској висини од 70 м.